# Пагорби мають очі (фільм, 2006)
«Пагорби мають очі» (англ. The Hills Have Eyes) — американський фільм жахів режисера Александра Ажа. У центрі сюжету — сім'я, на яку посеред пустелі нападає група канібалів-мутантів. Фільм випущений у кінотеатрах США та Великої Британії 10 березня 2006 року.
Спочатку стрічка отримала рейтинг NC-17 за сцени жорстокого насильства, який згодом був змінений на R. Версія фільму без цензури вийшла на DVD  20 червня 2006 року.

## Сюжет
Родина, що складається з семи людей разом з двома німецькими вівчарками, їде пустелею у Каліфорнію. Скориставшись порадою власника занедбаної заправки, вони вирішують скоротити шлях невідомою дорогою, де пробивають колеса автомобіля. Дорога виявилась до військового полігону. На героїв чекають страшні події.

## У ролях
- Емілі де Рейвін — Бренда Картер
- Аарон Стенфорд — Дуг Буковскі
- Ден Бірд — Боббі Картер
- Вінесса Шоу — Линн Буковскі
- Кетлін Квінлан — Етель Картер
- Тед Левайн — Боб Картер
- Роберт Джой — Ящур
- Біллі Драго — Батько Юпітера

## Виноски
1. ↑  Також «У пагорбів є очі»